# Mon Ara (Montasik)
Mon Ara is een bestuurslaag in het regentschap Aceh Besar van de provincie Atjeh, Indonesië. Mon Ara telt 973 inwoners (volkstelling 2010).